# پال نیمه‌وقت
پال نیمه وقت (به انگلیسی: Part Time Pal) یک انیمیشن آمریکایی است که در سال ۱۹۴۷ میلادی تولید شده‌است و متشکل از ۲۸ تام و جری کوتاه است. این انیمیشن توسط مایکل لاه ، کنت موزه، اد بورژ، پیت برنز و ری پترسون، ساخته شده و توسط تکنی کالر بوسیله فرد کویمبی، ویلیام هانا و جوزف باربرا، ساخته شده‌است و در ۱۵ مارس ۱۹۴۷ بوسیله مترو گلدوین مایر اکران شد و مجدداً در تاریخ ۸ ژانویه ۱۹۵۵ دوباره به روی پرده رفت.

## طرح
به تام بوسیله دو کفش مادر در آشپزخانه هشدار داده می‌شود که یا جری (موش) را از یخچال دور نگهدارد یا خودش از خانه اخراج می‌شود. در ابتدای انمیشن مادر به تام می‌گوید این آخرین و تنها شانس شماست تا موش را از فریزر دور نگه دارید و در غیر اینصورت از خانه به بیرون رانده خواهید شد به یاد داشته باشید! و در حالی که تام جارو در دست جلو یخچال نگهبانی می‌دهد خارج می‌شود.
در همین حال جری پنجره مشبک را روی زمین باز می‌کند، ضمن نشان دادن خودش و یک سوراخ تام را به آن سو هدایت می‌کند. تام اقدام به حمله و تعقیب می‌کند اما با بطری‌های خالی شیر برخورد کرده و پخش زمین می‌شود و لیز می‌خورد و به زیر زمین پرت می‌شود تام در زیر زمین به یک بشکه شراب سیب برخورد کرده و شراب را می‌خورد.
تام کاملاً مست به آشپزخانه برمیگردد و خوراک‌ها را با جری به اشتراک می‌گذارد. هنگامی که یک سینی خوراک را از یخچال خارج می‌کند، سقوط می‌کند. دو کفش مادر از خواب بیدار می‌شود و برای بررسی صدا از پله‌ها به پایین می‌آید.
جری تام مست را پنهان می‌کند، دهانش را پوشش می‌دهد تا صدایش در نیاید؛ و ادامه ماجرا …

## صدا پیشگان
- لیلیان راندولف به عنوان مامان دو کفش (اصل ۱۹۴۷) (بدون مدرک)
- تی یا ویدال به عنوان دو کفش مادر
- هری ا. لانگ به عنوان تام (ناشناس، خاموش در قرن 90s)

## اثرات آوازی
- ویلیام هانا به عنوان تام وحشت زده.

## دسترسی
دی وی دی
- مجموعه تئاتر و جری Spotlight Collection Vol. 2، دیسک یک
- تام و جری مجموعه طلایی جلد یکی، دیسک دو
- تام و جری: مجموعه کلاسیک جلد ۲ قسمت ۱ (جلد ۳)